# Гагарка (Свердловская область)
Гагарка — деревня в муниципальном округе Заречный Свердловской области России.

## Географическое положение
Деревня Гагарка расположена в 6 километрах по прямой и в 8 километрах по автодороге к юго-западу от города Заречного. Деревня находится на правом берегу реки Камышенки (правого притока реки Пышмы), в устье правого притока реки Гагарки. В 2,5 километрах к югу от деревни Гагарки к югу проходит автодорога Екатеринбург — Тюмень (часть федеральной автодороги М12 «Восток»), в 3 километрах к югу расположен остановочный пункт Курманка Свердловской железной дороги.

## История деревни
Деревня была основана во II половине XVII века выходцами из Новгородской или Архангелогородской земель.

## Экономика
В окрестностях деревни ведётся разработка золоторудного месторождения, работает гранитный карьер.

## Население
| 2002 | 2010 |
| ---- | ---- |
| 332  | ↗391 |